# Fairy Five
Le Fairy Five sono state la squadra nazionale di ginnastica artistica femminile che ha rappresentato l'Italia alle Olimpiadi di Parigi 2024. La squadra, composta da Alice D'Amato, Manila Esposito, Giorgia Villa, Elisa Iorio e Angela Andreoli ha conquistato l'argento nella gara a squadre, eguagliando un risultato storico che l'Italia non raggiungeva dalle Olimpiadi di Amsterdam 1928.
Ad oggi è la squadra italiana di ginnastica artistica femminile più vincente di sempre nella storia dei Giochi.

## Selezione
La selezione della squadra olimpica si è svolta durante i campionati italiani di Cuneo, in cui le ginnaste appartenenti al gruppo della nazionale hanno svolto due giornate di gara all-around al termine delle quali il direttore tecnico nazionale Enrico Casella ha annunciato il quintetto che sarebbe partito per Parigi, nominando inoltre come riserva Martina Maggio.

## Olimpiadi di Parigi

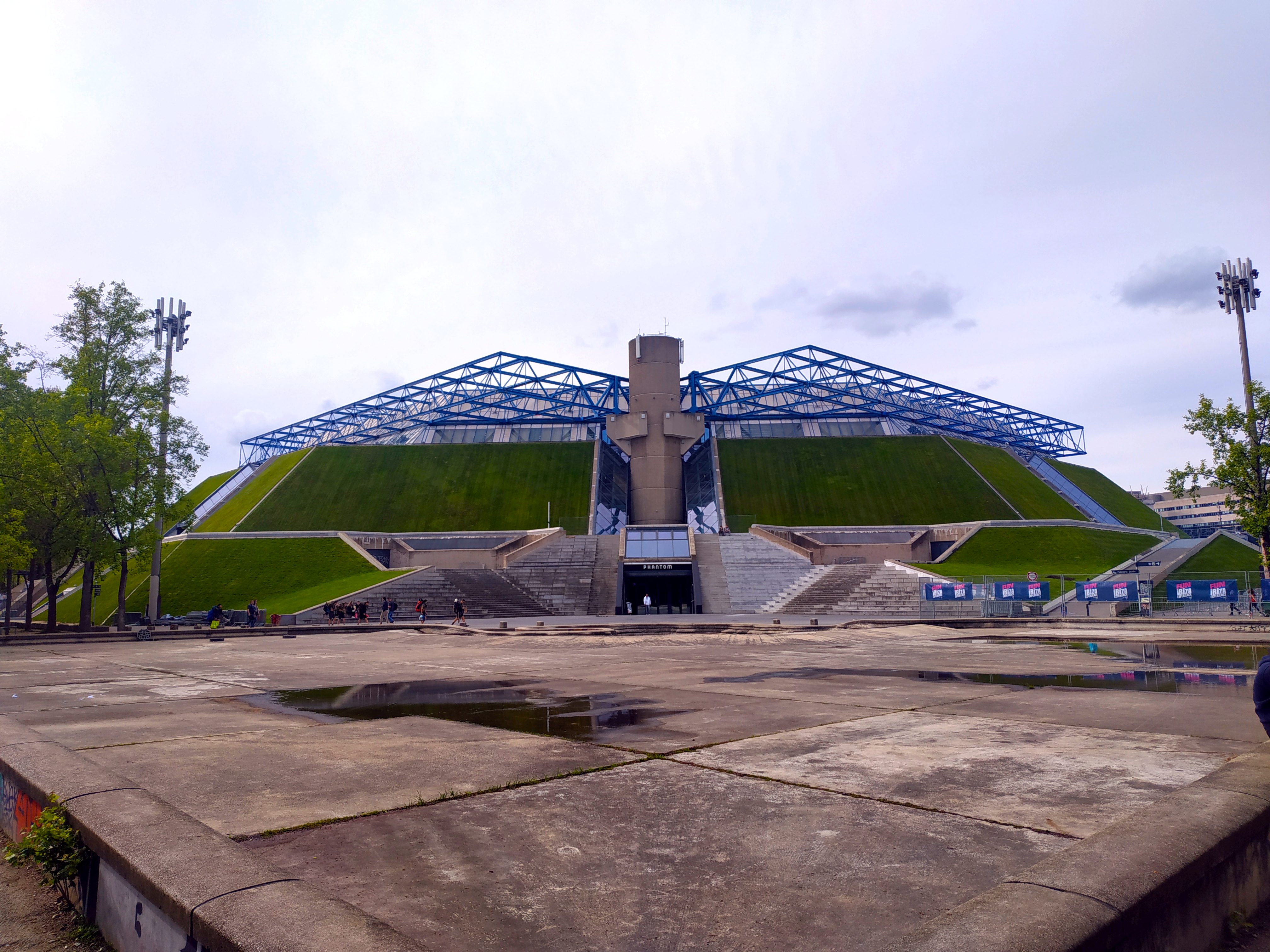
Bercy Arena Parigi

La nazionale italiana di ginnastica femminile è partita per Parigi martedì 23 luglio, in previsione della gara di qualifica che si sarebbe svolta la domenica successiva alla Bercy Arena di Parigi.

## Qualifiche
Le Fairy Five hanno gareggiato in qualifica in seconda suddivisione insieme a Stati Uniti e Cina, scendendo in pedana alle 11.40 di domenica 28 luglio.
Grazie a delle ottime prestazioni di tutta la squadra, le Fairy Five conquistano la finale a squadre con il secondo punteggio alle spalle degli Stati Uniti mentre Manila Esposito e Alice D'Amato conquistano l'accesso alla finale sul giro completo rispettivamente al quinto (55.898) e sesto posto (55.432). L'Italia raggiunge inoltre un risultato mai ottenuto prima, ovvero 5 finali di specialità: Alice D'Amato si aggiudica infatti l'accesso alle finali alle parallele asimmetriche, trave e corpo libero, mentre Manila Esposito, alla sua prima esperienza olimpica, accede alle finali di trave e corpo libero.

## Finali

### Finale a Squadre
Essendosi qualificate in finale a squadre con il secondo punteggio, l'Italia gareggia in finale girando insieme agli Stati Uniti di Simone Biles e partendo dal volteggio. L'Italia porta avanti una gara pulita, commettendo solamente un errore a corpo libero e con un punteggio di 165.494 si aggiudica una storica medaglia d'argento alle spalle di Stati Uniti, e precedendo il Brasile di Rebeca Andrade.
| Posizione | Squadra          | Volteggio | Parallele | Trave  | Corpo Libero | Totale  |
| --------- | ---------------- | --------- | --------- | ------ | ------------ | ------- |
| Oro       | Stati Uniti      | 44.100    | 43.332    | 41.699 | 42.165       | 171.296 |
| Oro       | Simone Biles     | 14.900    | 14.400    | 14.366 | 14.666       | 171.296 |
| Oro       | Jade Carey       | 14.800    | —         | —      | —            | 171.296 |
| Oro       | Jordan Chiles    | 14.400    | 14.366    | 12.733 | 13.966       | 171.296 |
| Oro       | Sunisa Lee       | —         | 14.566    | 14.600 | 13.533       | 171.296 |
| Oro       | Hezly Rivera     | —         | —         | —      | —            | 171.296 |
| Argento   | Italia           | 41.665    | 42.665    | 41.199 | 39.965       | 165.494 |
| Argento   | Angela Andreoli  | 13.566    | —         | 13.300 | 13.833       | 165.494 |
| Argento   | Alice D'Amato    | 13.933    | 14.633    | 13.933 | 13.466       | 165.494 |
| Argento   | Manila Esposito  | 14.166    | —         | 13.966 | 12.666       | 165.494 |
| Argento   | Elisa Iorio      | —         | 14.266    | —      | —            | 165.494 |
| Argento   | Giorgia Villa    | —         | 13.766    | —      | —            | 165.494 |
| Bronzo    | Brasile          | 42.366    | 41.199    | 39.966 | 40.966       | 164.497 |
| Bronzo    | Rebeca Andrade   | 15.100    | 14.533    | 14.133 | 14.200       | 164.497 |
| Bronzo    | Jade Barbosa     | 13.366    | —         | —      | —            | 164.497 |
| Bronzo    | Lorrane Oliveira | —         | 13.000    | —      | —            | 164.497 |
| Bronzo    | Flávia Saraiva   | 13.900    | 13.666    | 13.433 | 13.533       | 164.497 |
| Bronzo    | Júlia Soares     | —         | —         | 12.400 | 13.233       | 164.497 |

### Finale All Around
Nella finale all-around Alice D'Amato conquista la quarta posizione con un punteggio di 56.333 alle spalle di Simone Biles (59.131), Rebeca Andrade (57.932) e Sunisa Lee (56.465) mentre Manila Esposito, a causa di una caduta a parallele ed un'imprecisione a corpo libero arriva quattordicesima, con un punteggio di 53.599.

### Finali di Specialità
Nelle finali ad attrezzo Manila Esposito conquista la medaglia di bronzo a trave mentre Alice D'Amato conquista un altro risultato mai ottenuto prima dall'Italia diventando campionessa olimpica alla trave.

## L'origine del nome
Il nome Fairy Five prende spunto dall'usanza statunitense di attribuire un nome alla squadra di ginnastica artistica femminile che prende parte ad una rassegna olimpica, come fu ad esempio per Londra con le Fierce Five. Fairy deriva inoltre dal nome con cui comunemente la nazionale di artistica femminile italiana viene chiamata, ovvero le Fate, nome scelto dal Responsabile Ufficio Comunicazione e Relazioni Esterne della Federginnastica David Ciaralli. Il nome Fairy Five è stato proposto da un fan tramite un post su X e adottato ufficialmente dalla Federazione Ginnastica D'Italia.